# 西愛丁堡 (英國國會選區)
西愛丁堡（英語：Edinburgh West），英國國會一自治市選區，位於蘇格蘭首府愛丁堡西部。選區創設於1885年。
本選區當區議員早期屬自由黨或自由統一黨籍，1924年起多屬統一黨，1997年起皆屬自民黨。2010年大選中邁克·克羅卡特以35.9%選票當選繼承了約翰·巴雷特的議席，成為蘇格蘭中央低地兩個非工黨選區之一。2015年輸予蘇格蘭民族黨，再於2017年取回至今。